# ワールドニュース・ナウ
『ワールドニュース・ナウ』（World News Now、通称「WNN」）は、ABCで放送されているアメリカの深夜帯の報道番組。この番組は、平日早朝に放送され、天気予報、スポーツのハイライト、特集、他のABCニュースの番組で取り上げたセグメントとストーリーパッケージに加えて、一般的なニュースと風変わりなストーリーが混在している。その口調はしばしば気さくで、不遜で、ユーモラスである。
元のエグゼクティブ・プロデューサーも務めたデビッド・ボーマンによって作成され、元のアンカーであるアーロン・ブラウン (ジャーナリスト)とリサ・マクリー、ソーリア・アシューラス、ケビン・ニューマン、アリソン・スチュワート、リズ・チョー、アンダーソン・クーパー、そして『ABCワールドニュース・トゥナイト』現アンカーのデイビッド・ミュアーなど、多くの有名なニュースパーソナリティがキャリアの早い段階でWNNのアンカーを務めた。この番組は、後続の早朝のニュース番組『アメリカ・ディス・モーニング』も担当しているABCニュース特派員のケネス・モトンとモナ・コサル・アブディが共同でアンカーを務めている。
WNNは、ABC NewsOne特派員からの事前収録されたリポート、または、夕方の『ABCワールドニュース・トゥナイト』からの事前収録されたリポート（ライブラップアラウンド付き）を組み込んだ、国内および国際ニュースのヘッドラインで始まる「A」・「B」・「C」・「D」 の4つのセグメントブロックに分かれている。Aブロックには、全国の天気予報（ABCが所有・運営する放送局の予報を提供する、AccuWeatherで雇用されている気象学者からの分析を通じて、放送中に重要な天気予報も伝える）と、ブロックの終わりに放送されるしばしばユーモラスな「キッカー」ストーリーがある。B・C・Dブロックは通常、曜日に応じて、『ナイトライン』やBBCのニュース、またはスタジオで制作された他のライブ・トゥー・ テープ （live to tape）方式のセグメントや事前収録されたセグメントを組み合わせたものである。

## 歴史

### 1991年〜1993年
1991年の終わりから1992年の初めに、ABC、CBS、NBCはそれぞれ独自の深夜帯の総合ニュース番組を制作し（ABCの番組が後者の2つのネットワークの『アップ・トゥー・ザ・ミニット』および『NBCナイトサイド』とそれぞれ競合しているため、これら2つは特にニュース・インタビュー形式の番組に取って代わった。『NBCナイトサイド』は1998年まで放送され、『アップ・トゥー・ザ・ミニット』は『CBSオーバーナイトニュース』に改称された）、元々、CNNの湾岸戦争の24時間報道によって引き起こされた視聴者の需要を競い、地元の関連会社に深夜帯の番組を提供した。これらのニュース番組が制作されるまで、三大ネットワークの所有・運営および系列局は通常、夜間の時間枠を映画や番組販売形式の番組で埋め尽くされていたが、他の一部の放送局は、単に放送開始及び終了した。番組の仮のタイトルは「ワールドニュース・オーバーナイト」だったが、ABCニュースの幹部は初回放送の前に、番組名を「ワールドニュース・ナウ」に変更することを選択した。
この番組は1992年1月6日に開始し、アーロン・ブラウン (ジャーナリスト)とリサ・マクリーが初代アンカーとなった。同年後半、『ワールドニュース・ナウ』の制作スタッフが早朝のニュース番組『ワールドニュース・ディス・モーニング』の制作責任を引き継ぎ、その結果、両番組がアンカースタッフを共有した。1993年1月にマクリーが『ワールドニュース・ナウ』を離れた後（当時、ブラウンは、その年の5月、1998年にABCからCBSニュースに移籍するまで、当番組では最も長くアンカーを担当することになるタリア・アシュラスが就任するまで、ソロでアンカーを務めた。）、当番組は今日まで続くそのアンカースタッフでかなりの視聴者数を経験し始める。
『NBCニュースオーバーナイト』（ライバル番組『NBCナイトサイド』の前身）の伝統の中で、『ワールドニュース・ナウ』は、「ワールドニュース・ポルカ（World News Polka）」（コメディアンのバリー・ミッチェル (コメディアン)がアコーディオンで演奏）、水曜日（「こぶの日」の場合）に踊るラクダのビデオ映像、オフカメラからの笑い声などの奇妙な特徴が散在する、深刻で風変わりなニュース記事を特集している。天気予報では、世界中のあいまいでエキゾチックな場所に対して行われた。いくつかのロケールはショーとさまざまな関係があり、いくつかはアラスカ州シシリーやワシントン州ツイン・ピークスなどの大衆文化の重要性を持っていた。
当番組では、『ナイトライン』や『ABCワールドニュース・トゥナイト』などの他のABCニュースの番組のストーリーパッケージも再生されることがよくある。これは、最終的にネットワークや地元の関連会社で注目を集める新しいニュースプレゼンター（以下のリストを参照）にとって明らかなトレーニングの場となっている。インタラクティブセグメントでもユニークであり、その一部は、今日のテレビニュース番組で一般的に使用されている電子メール通信の先駆者である。ABCニュースのWNNインターネットフォーラムは、番組の過程で、アンカー自身からの質問とコメントを視聴者に提供した。

### 1994年〜1998年
1995年の感謝祭で、『ワールドニュース・ナウ』は、CU-SeeMeインターフェイスを使用してインターネット上で生放送される最初のテレビ番組になった。当時のWNNのプロデューサーであるビクター・ドーフは、6ヶ月の試用期間中、毎日インターネット上で番組を同時放送するよう手配した。
『ワールドニュース・ナウ』は、ケーブルニュースチャンネルを運営するABCの計画である「フレッド」のプロトタイプとして使用された。この計画は1995年にネットワーク管理によって浮き彫りにされ、当時、最近開局したMSNBCやFOXニュースとの競争など、ケーブル輸送の問題のために数年以内に取り下げられた。
1998年の秋、ABCニュースは労働争議に巻き込まれ、その結果、サポート従業員はニュース部門の本部から数ヶ月間締め出された。『ワールドニュース・ディス・モーニング』はニューヨーク市で代理制作スタッフとともに制作を続けていたが、『ワールドニュース・ナウ』の制作はニュース部門のロンドン支局に移された。マーク・マレンは、締め出し最後の月にアンカーに戻った。

### 1999年〜2008年
CU-SeeMeの試験に続いて、『ワールドニュース・ナウ』は後に、別のウェブ放送を試みた。1999年から2001年の間に、番組はABCニュースのウェブサイトで無料でライブストリーミングされた。2005年には、無料の舞台裏のウェブ放送が復活した。
この期間のアンカーの中には、2003年7月から2004年8月までの『ワールドニュース・ナウ』共同アンカーを務め、最終的にニュースマガジン『20/20 (アメリカのテレビ番組)』共同アンカー、2014年8月に『ABCワールドニュース・トゥナイト』平日版アンカーとなるデイビッド・ミュアーがいた（元々はアンドレア・スタッソウと、後にタマラ・エドワーズと）。
2006年6月8日、ABCホワイトハウス特派員のマーサラ・ダッツは、イラクのバアクーバ近郊でテロリストのアブー・ムスアブ・アッ＝ザルカーウィーが死亡したことを知った。チップを確認すると、ABCは東部標準時2:38に、WNNアンカーのロン・コーニングとタイ・ヘルナンデスが指揮するニュース速報を流した。この番組は通常、最初の放送後にテープで繰り返されるが、代わりにすべてのタイムゾーンで、早朝のニュース番組『ワールドニュース・ディス・モーニング』にて生放送された。オンエアと舞台裏のスタッフは、『グッド・モーニング・アメリカ』が始まるまで放送を続け、東部標準時7:00にニュースの取材を引き継いだ。
2007年1月、『ワールドニュース・ナウ』は15周年を迎え、全国気温指数（下記参照）の短い復活と「ワールドニュース・ポルカ」の新バージョンが披露された。2007年8月2日、WNNは通常の形式を放棄し、前日に発生したミネアポリス高速道路崩落事故をほぼ継続的に報道し、タイ・ヘルナンデスとステファニー・サイがアンカーを務め、『アメリカ・ディス・モーニング』に続いた。
タイ・ヘルナンデスは子供たちとより多くの時間を過ごすため、2007年12月18日に、ライアン・オーエンスは2008年2月29日に番組を去り、ABCニュースの常勤の特派員になると発表した。2008年1月7日からの週に、WNNは放送初期のプレイバックとその当時のアンカーで放送開始16周年を祝った。ジェレミー・ハバードは2008年3月17日に『ワールドニュース・ナウ』の共同アンカーに指名され、ヴィニータ・ネアーは同年9月17日にハバードの共同アンカーに指名された。

### 2009年〜2011年
2009年9月22日、『ワールドニュース・ナウ』は、高解像度で放送を開始した最初のネットワーク深夜帯ニュース番組になった。
2010年7月9日、ジェレミー・ハバードはWNNを離れ、ABCニュースの常勤の特派員になった。ネアーの共同アンカーとしてロブ・ネルソンに置き換えられた。ハバードに敬意を表して、『ワールドニュース・ナウ』のスタッフは番組での彼の時間を振り返り、アンカーが番組を去るときの伝統と同様に、ハバードは彼の肖像がABCニュースの垂木に浮かび上がった写真を持っていた。ハバードの犬ジェイクに歌われたポルカもあり、ジェレミーは彼の代わりのロブ・ネルソンを歓迎しながら、去っていくプレゼントとしての彼の肖像の切り抜きを受け取った。
2011年1月24日、『ワールドニュース・ナウ』は、番組全てのセグメントに新しいグラフィックをデビューさせ、『ABCワールドニュース』の既存のセットの側面図である新しいセットの使用を開始した。同年2月17日、ネアーは次の夜の放送の後、『ワールドニュース・ナウ』共同アンカーとして出発すると発表し、2月18日版では、ジェレミー・ハバードを含む現在および以前の同僚からの出演を含め、3つのセグメントのそれぞれでネアーに敬意を表した。彼女の遺産は、最後の日に仲間たちに温かい朝食を提供することだった。ネルソンからネアへの簡単な見送りも、後続の『アメリカ・ディス・モーニング』の終わりに行われた。特派員のペギー・バンカー（当時、ジェレミー・ハバードが偶然雇用されていたFOX系列のKDVRの元アンカー）が暫定後継者として指名された。
2011年3月11日、日本で発生した東日本大震災のライブ中継を（すべてのタイムゾーンで）提供し、NHKワールド JAPANの最新情報と写真を特集した。取材は『アメリカ・ディス・モーニング』と『グッド・モーニング・アメリカ』の間も続いた。同年7月21日、バンカーは7月22日の放送後に『ワールドニュース・ナウ』を離れることを発表した。これは、翌日夜の3つの30分間セグメントの最初と最後での彼女の出発を認めたものである。さらに、ネルソンからバンカー（その後シアトルのABC系列のKOMO-TVで朝と正午のニュースアンカーになった）への簡単な見送りが『アメリカ・ディス・モーニング』の終わりに行われた。
同年7月25日以降、ABCニュース特派員であるタニヤ・リベロ、ダイアナ・アルベア、リンゼイ・デイビスは、恒久的な共同アンカーが指名されるまで、ネルソン (と一緒に共同アンカーとして交代し始めた。これは、同年9月19日にリベロが番組唯一の共同アンカーに指名されるまで続いた。同年10月14日、リベロはABCの日中のニュース番組で特派員の役割に移り、翌日から特派員のユンジ・デ・ニースに代わりのアンカーとして交代した。同年10月27日、ポーラ・ファリスは『ワールドニュース・ナウ』の共同アンカーに任命され、2012年1月2日にその役割を引き継いだ。

### 2012年〜2020年
2012年1月6日、放送開始20周年を迎えた。WNNの最初の20年間のクリップとカットした場面は、その夜の放送を通して放送された。
同年6月11日、長年の「モーニングペーパー」セグメントが「ザ・ミックス」に置き換えられた。これは、様々な国内および世界の新聞の風変わりな見出しではなく、オンラインで流行している記事に焦点を当てたものである。
2013年1月18日、ポーラ・ファリスは、1月22日の放送後に『ワールドニュース・ナウ』を離れると発表した。ファリスが番組を去った夜、ネルソンからファリスへの短い見送りが『アメリカ・ディス・モーニング』の終わりに与えられた。ダイアナ・ペレスはファリスの後継者として指名された。同年3月12日、ロブ・ネルソンは、3月15日をもって番組を離れ、ABCニュースの常勤の特派員になることを発表した。ジョン・ミュラーが後継者として指名された。
マーシー・ゴンザレスは、2014年1月6日から3月26日まで、産休中のダイアナ・ペレスの代理を務めた。ペレスはその後、同年5月29日に、家族と過ごすために『ワールドニュース・ナウ』を離れることを発表し、ジョン・ミュラーとスタッフは、5月30日版の3つの30分間セグメント全てで彼女の在職期間を祝った。これには、元共同アンカーのロブ・ネルソンの訪問も含まれており、ネルソンは、「彼女がWNNで一緒に働いた16人の共同アンカーの最後である」と述べた。同年6月12日、ジョン・ミュラーは、以前の雇用主であるニューヨークのWPIXに戻り、主要なニュースアンカーになるために、番組を辞めることを発表した。同年10月、T・J・ホームズとリーナ・ナイナンが『ワールドニュース・ナウ』と『アメリカ・ディス・モーニング』の共同アンカーに任命された。ナイナンの任命は2015年4月8日に正式になった。
同年8月頃、T・J・ホームズは『ワールドニュース・ナウ』と『アメリカ・ディス・モーニング』を離れ、ネットワーク上の他の番組への貢献に集中した。彼は「予期せず」同年8月7日頃に去った。それ以来、ケンディス・ギブソンは共同アンカーを務めている。
2016年4月4日、リーナ・ナイナンは番組を離れて日勤の仕事をすることを発表した。  リーナは、同年4月8日に特別な見送りを行い、CBSのオンラインストリーミングニュースサービスであるCBSNのアンカーポジションに向けてネットワークを離れた。元『アイマス・イン・ザ・モーニング』のダイアン・マセドが、ケンディス・ギブソンとともに『ワールドニュース・ナウ』共同アンカーに就任した。
2017年1月6日、『ワールドニュース・ナウ』は25周年記念スペシャルを放送した。番組冒頭のニュースのサマリーを除いて、3時間半はすべて、アーカイブ番組のクリップと元アンカーによる回想に費やされた。予想通り不遜な、WNNクリエーターのデビッド・ボーマンと元アンカーのリサ・マクリーは、番組の歴史についてコメントするためにスタジオに出演した。アコーディオンを牽引するバリー・ミッチェルは、特別な25周年記念のポルカを演奏した（「ここで重要なのは、上司の言うことである。後でGMAのためにカメラをウォームアップする」）。1時間半の間、ボーマン、マクリー、アーロン・ブラウンの段ボールの切り抜きが、過去と現在の『ワールドニュース・ナウ』のスタッフとともに、現在のアンカーであるケンディス・ギブソンとダイアン・マセドがオンセットのオープンバーに加わった。

### 2020年〜現在
2020年夏の終わりの時点で、主要市場の多くの放送局が『ワールドニュース・ナウ』を終了し、日中のトークショーの再放送を放送した。これらには、ニューヨーク、ロサンゼルス、シカゴ、フィラデルフィア、ローリー、サンフランシスコ、フレズノにあるABC所有の放送局が含まれる。影響を受けた都市での視聴者の苦情を鎮めるために、番組は、放送全体を東部標準時2:00から、週5日間、abcnews.comの「ライブ」ウィンドウで引き続きオンラインで視聴できることを指摘した。同年後半に、『ワールドニュース・ナウ』の後半の30分制作を中止し、番組を2時間半に短縮し、東部標準時2:00から3:00まで連続して放送し、3:00から4:00まで再放送することが決定された。

## 制作

### 番組構成

#### 最初の30分間
放送は東部標準時の2:00から始まる。東部標準時の3:30から再放送される。
| ブロック | 主な内容 |
| -------- | --- |
| A        | トップストーリーと全国の天気                                                                                                |
| B        | パッケージ化されたコーナーのプレゼンテーション。                                                                            |
| C        | 「スキニー（The Skinny）」                                                                                                  |
| D        | 「スキニー・ボーナスラウンド（Skinny Bonus Round）」（オプション）、「フライデーリワインド（Friday Rewind）」（金曜日のみ） |

#### 2番目の30分間
東部標準時間の2:30から始まる。
| ブロック | 主な内容                                      |
| -------- | --------------------------------------------- |
| A        | トップストーリーと全国の天気                  |
| B        |                                               |
| C        |                                               |
| D        | 「不眠症劇場（Insomniac Theater）」（金曜日） |

#### 3番目の30分間
東部標準時の3:00から始まる。
| ブロックの | 主な内容                                                                                             |
| ---------- | --- |
| A          | トップストーリーと全国の天気                                                                         |
| B          | |
| C          | |
| D          | 「ザ・ミックス（The Mix）」 （金曜日朝に省略され、その後に「ワールドニュース・ナウ・ポルカ」が続く） |

### 通常のコーナー
- トップストーリー（Top Stories） - 国内および国際ニュースのサマリー。
- 天気予報（Weather）
  - 翌日の予想される気象条件と高温の概要。
- キッカーストーリー（Kicker story）
  - 選択された風変わりなまたはヒューマンインタレスト記事。
- What to Watch
  - 一日を通してフォローするニュースのサマリー（2009年〜現在）。
- Our Favorite Story of the Day
  - 通常、ヒューマンインタレストまたは風変わりなニュースを取り上げたコーナー（2012年〜現在）。
- スキニー（The Skinny）
  - エンターテインメントニュース、有名人のゴシップ、ポップカルチャーに焦点を当てたセグメント（2008年〜現在）。
- ザ・ミックス（The Mix）
  - ソフトメディアセグメントでは、風変わりなストーリー、バイラルビデオクリップ、面白い写真を特集する（2012年〜現在）。

### B・C・Dブロック
Aブロックの後、残りの30分は次のコーナーを使用して放送される。
- ナイトライン
  - 前日夜（または月曜日、前週金曜日に放送された場合）の『ナイトライン』の再放送。
- ジス・ウィーク（月曜日のみ）
  - 政治の両側からのパンディット (専門家)（英語版）の討論を特徴とする、政治討論番組の「ラウンドテーブル」コーナーの放送。
- ABCニュースボールト（ABC News Vault）
  - ABCニュースが歴史的に重要なニュースをどのように報道したかを振り返る。通常、放送の日付に対応する。
- American Landscape
  - 地元のABCが所有・運営する放送局または関連会社の視点からの主要な国内または国際ニュースのチーム報道と、その放送局のニュース放送（通常は深夜のニュース放送）からの抜粋。 現在はめったに見られないセグメントは、時間に対して編集されることがよくある（コーナーが供給されている特定の放送局で使用される時間・温度のバグの突然のジャンプ、およびストーリーパッケージ間およびストーリーパッケージ中のジャンプのために顕著である）。
- GizWiz
  - ディック・デバルトロ（英語版）が最新のガジェットとテクノロジーについて語り、デモンストレーションを行う。
- Viewers' Voice
  - アンカーが番組のFacebookページまたは電子メールの受信ボックスから特定のトピックに関する視聴者の意見を読む。
- 不眠症劇場（Insomniac Theater）
  - 金曜日に放送されるこのコーナーには、『ワールドニュース・ナウ』のスタッフが最近の映画リリースのレビュー（スコア：1〜5）を提供する。このコーナーはアドリブであり、通常、映画「プレスキット」のサウンドオンテープが含まれている。以前は、映画はアンカーによってレビューされていた。
- 不眠症のキッチン（Insomniac Kitchen） - WNNアンカーが地元・ニューヨーク市内のレストランを訪れ、視聴者が自宅で作ることができるような深夜のおやつのアイデアを入手する。

### 特別コーナー
- 金曜日朝は「ワールドニュース・ポルカ」のいくつかのバージョンで終わる。通常、曲の作曲家であるコメディアンのバリー・ミッチェル (コメディアン)（英語版）（最も一般的には1998年に録音されたバージョン）の演奏で、番組の制作クレジットがスクロールされている間に放映された。
- 『ワールドニュース・ナウ』の常勤のアンカーがついに番組を去るとき、ある種の式典が離任前最後の放送で行われる。最初のいくつかのアンカーが移動すると、「アンカーの殿堂」のスタジオの垂木に段ボールの切り欠きが配置された。今日、これは、元のセットの垂木とモニターのグラフィックに移動されたアンカーのヘッドショットのグラフィックシーケンスで行われる。

### 過去のコーナー
- ランダムに、放送中に「新着メール」の効果音が聞こえる。続いて、ABCニュースのアナウンサーであるビル・ライスが視聴者からの電子メールを読み上げている。次に、アンカーがメッセージに（時にはユーモラスに）応答する。
- 全国気温指数（The National Temperature Index、NTI）
  - WNNは、マサチューセッツ州ボストン、ワイオミング州キャスパー、テキサス州ダラス、コロラド州デンバー、ノースダコタ州ファーゴ、ネバダ州ラスベガス、フロリダ州マイアミ、ルイジアナ州ニューオーリンズ、ノースカロライナ州ローリー、ワシントン州シアトルの一日の予想最高気温の合計である全国気温指数（The National Temperature Index、NTI）を表示していた。NTIは、2003年1月6日までの夜間の気象コーナーに出現した。2007年1月5日に再導入されたが、1ヶ月後の2月中旬に再び削除された。NTIは当初、スタッフの気象学者であるジェラルド・マクニフが、計算に使用した方法を、サンノゼマーキュリーニューズ（英語版）で公式を発表したサンフランシスコ・ベイエリアの気象学者であるヤン・ヌル[14]に明らかにしたときに中止された[15]。
- リア・アット・ザ・ムービー（Leah at the Movies）
  - 元ピープル誌の映画評論家であるリア・ローゼンが、興行収入とともに、今週の新作映画リリースのトップピックを発表した映画レビューコーナー。
- Their News Now
  - 『ワールドニュース・ナウ』アンカーのコーナーでは、毎晩アメリカ国内にあるABC系列局のニュースプロデューサーにチェックインして、地元の市場で取り組んでいるニュースを確認したり、休憩中に系列局の深夜のローカルニュース放送の最初の数分間を放送した。国内のニュース（例えば、ニューヨーク州バッファローで吹雪が発生すると、その夜のニュース番組が地元局のWKBW-TV（英語版）のニュースを放送する）、またはBBCアメリカ以前のイギリス国内のニュースの場合、その夜の『BBC News at Ten』のオープニングを放送する。通常、シアトルとデンバーを含む4つまたは5つのローカル市場間でローテーションされ、「American Landscape」が夜間コーナーに拡大された2005年に廃止された。
- World News Now "InsomniACTS"
  - 生放送で楽曲を演奏するためにスタジオに招き、通常はニューヨーク市周辺の地元のジャズバンドをフィーチャーした音楽パフォーマンスコーナー。
- World News Knows
  - 何回か取り上げられ、コマーシャル明けに、簡単な知識の事実が画面に表示された。
- WNNはまた、多くのアンカーがスポーツのハイライトを呼び出す経験があまりなかったため、番組の多くのアンカーのコメディ材料のシーンになるフルスポーツ番組を特集した。これは後に、コマーシャル明けに出てくるスポーツのスコアを表示するスコアボードグラフィックに置き換えられ、より一般的なコーナーに時間を残した。
- アジア・ビジネス・ナウ（Asia Business Now）
  - 日本のNHKのアンカーである杉本すみれが提供する、アジアからのビジネスニュースのヘッドラインをまとめたコーナー。「ワールドニュース・ポルカ」の初期バージョンでは、「business news from Tokyo」と呼ばれていた。
- BBCからの金融ニュース（Financial News from the BBC）
  - ロンドン証券取引所からのヨーロッパの金融市場に関する最新情報を提供する、BBC（デクラン・カリーによって定期的に報告されている）からアンカーが特集するビジネスニュースコーナー。BBCのプレゼンターは通常、ロンドンの交差点を見渡す映像のモニターの前に立っていた。画面の下部にある小さなカウンターで、バックグラウンドを通過した2階建てバスの数を確認できる場合があった。
- World News Then
  - 現在のイベントに関連する、または対照的なABCニュースの番組アーカイブからのニュース記事およびコーナーのプレゼンテーション。ボーナスとして、この特集には、元の放送中に放映された2つのテレビ広告のうちの1つが含まれることもよくある。
- モーニング・ペーパーズ（Morning Papers）
  - 世界中の新聞に見られるいくつかの異なる風変わりな記事や面白い写真を特集するコーナー。2012年に、オンラインストーリーを使用したより現代的なバージョンである「ザ・ミックス」に置き換えられた（一部は新聞のウェブサイトからのものである可能性がある）。

## スケジューリング
番組は、毎週月曜日から金曜日2:00から3:30（東部標準時）までの3つの30分セグメントで制作および放映され、太平洋標準時の特定地域で『アメリカ・ディス・モーニング』が始まる8:00まで連続90分のテープ遅延ループで送信される。『アメリカ・ディス・モーニング』（この番組は『グッド・モーニング・アメリカ』との提携としてブランド化されているが、『ワールドニュース・ナウ』と同じ制作スタッフとアンカースタッフを起用している）の放送は、東部標準時間の3:30にネットワーク各局に配信され、多くのABCの放送局でもテープ遅延が発生する。ほとんどのABCステーションは、WNNの番組ループ全体を放送せず、番組の一部を先取りして、『アメリカ・ディス・モーニング』が放送されるまで番組をループするアフィリエイトと共に、ローカル枠（通常はインフォマーシャルまたはシンジケート番組を放送。ニュース放送開始後5分から最大2時間まで、放送中の番組に参加する）を放送する。2019〜2020年テレビシーズンから、ニューヨーク市のWABC-TVやシカゴのWLS-TVなど、ABCが所有する多くのテレビ局や関連会社が、『ABCワールドニュース・トゥナイト』の再放送を支持して、後半の30分（東部時間2:30）を先取りした。これは、『ワールドニュース・ナウ』の月〜木曜日版にのみ適用される。
殆どのABCの放送局は『ワールドニュース・ナウ』を放送しているが、少数の系列局では番組を放送していない。
- オクラホマシティの系列局・KOCO-TV（ハースト・テレビジョン所有）は、開局以来、当番組を放送している。ただし、2010年11月から2012年9月まで、番組の月曜日版を放送シンジケート番組とインフォマーシャルに優先した。これは、『アメリカ・ディス・モーニング』を30分先に押した結果、同局平日朝のニュース放送が4:30に拡大された（2010年11月より前に、インフォマーシャルと『アメリカ・ディス・モーニング』の間に放送中の月曜日版の25分ブロックを放送した）。KOCO-TVは、月曜日深夜のスケジュールから特定のシンジケート番組とインフォマーシャルを削除したため、その放送が2012年9月にスケジュールに再び加わったとき、月曜日版の完全な90分ブロックの放送を開始した。
- インディアナ州テレホートのWAWV-TV（英語版）（ミッション・ブロードキャスティング（英語版）が所有）は、放送中のABC系列会社が16年間市場に存在しなかったため（番組が開始時はABC系列だったが、1995年から2011年までFOX系列として運営されていた）、2011年9月に同局がABCネットワークに復帰した際、『ワールドニュース・ナウ』を放送しなかった。WAWV-TVは、最初はWNNを放送する代わりに、既存のシンジケート番組契約を履行する必要があった。これには、ネットワークの土曜日朝の子供向け番組ブロック『Litton's Weekend Adventure（英語版）（LWA）』の先取も含まれていた。2013年秋、WAWV-TVは、これらのシンジケーション契約の満了と共に、WNNとLWAの配信を開始した。
- ワイオミング州キャスパーのKTWO-TV（英語版）と、メイン州バンゴーの以前のWVII-TV（英語版）は、ケーブルテレビショッピングネットワークのジュエリー・テレビジョン（英語版）の同時放送を支持して、番組を先取りした。WVII-TVはその後、『ワールドニュース・ナウ』を追加し、ジュエリー・テレビジョンの同時放送を保持している。
- 2011年9月まで、シタデル・コミュニケーションズ（英語版） ー アイオワ州スーシティのKCAU-TV（英語版）、ネブラスカ州リンカーンのKLKN（英語版）、アイオワ州エイムズのWOI-DT（同州デモイン）ー が所有する3つのABCの放送局は、全てが夜間に放送終了したため、『ワールドニュース・ナウ』を横取りした（このように、3局は24時間のスケジュールで動作しなかったアメリカに残っている数少ないテレビ局の1つだった）。マサチューセッツ州ニューベッドフォード（ロードアイランド州プロビデンス）にあるWLNE-TV（英語版）は、2011年4月にシタデルに買収され、9月より前に、24時間のスケジュールを実行し、『ワールドニュース・ナウ』を放送した唯一のシタデル所有のABC系列局だった。その後、KCAU-TVとWOI-DTはネクスター・メディア・グループに売却された。
- ノースダコタ州ファーゴのWDAY-TV（英語版）とノースダコタ州グランドフォークスの衛星局WDAZ-TV（英語版）は、代わりに有料番組とローカルの自動気象サブチャネルを一晩中伝えることを選択する。
- オークヒル (ウェストバージニア州)（英語版）のWOAY-TV（英語版）は、代わりに『アメリカ・ディス・モーニング』を元の3:30に放送してから、ローカルニュースが6:00に始まるまでループで放送することを選択した。
- 2020年夏、ネットワーク系列は最初にフィラデルフィアのWPVI-TVで、次に2020年8月下旬に、ニューヨークの旗艦系列局であるWABC-TVは、『ワールドニュース・ナウ』の放送を終了、平日深夜枠を拡大して、『デイタイム・ジェパディ!』、『ライブ・ウィズ・ ケリー・アンド・ライアン（英語版）』と共に、『タムロン・ホール (トークショー)（英語版）』、『ワールドニュース・トゥナイト』のそれぞれ再放送を行っている。

## 歴代アンカー

### タイムライン
| 就任       | 離任       | アンカー |
| ---------- | ---------- | --- |
| 1992年1月  | 1993年1月  | アーロン・ブラウン (ジャーナリスト)、リサ・マクリー |
| 1993年1月  | 1993年5月  | アーロン・ブラウン |
| 1993年5月  | 1993年6月  | アーロン・ブラウン、ソーリア・アシューラス |
| 1993年6月  | 1994年11月 | ソーリア・アシューラス、ボイド・マトソン |
| 1994年11月 | 1996年4月  | ソーリア・アシューラス、ケビン・ニューマン (カナダのジャーナリスト) |
| 1996年4月  | 1997年1月  | ソーリア・アシューラス、マーク・マレン |
| 1997年1月  | 1998年12月 | マーク・マレン、アシャ・ブレイク |
| 1999年1月  | 2000年2月  | ジュジュ・チャン、アンダーソン・クーパー |
| 2000年2月  | 2000年8月  | アンダーソン・クーパー、アリソン・スチュワート |
| 2000年8月  | 2002年2月  | アリソン・スチュワート、デレク・マクギンティー |
| 2002年2月  | 2003年6月  | デレク・マクギンティー、リズ・チョー |
| 2003年7月  | 2003年12月 | アンドレア・スタッソウ、デイビッド・ミュアー |
| 2003年12月 | 2004年8月  | デビッド・ミュアー、タマラ・エドワーズ |
| 2004年8月  | 2005年1月  | タマラ・エドワーズ、ロン・コーニング |
| 2005年1月  | 2005年12月 | ロン・コーニング、ヘザー・キャボット |
| 2005年12月 | 2006年8月  | ロン・コーニング、タイ・ヘルナンデス |
| 2006年8月  | 2007年2月  | タイ・ヘルナンデス、ハリ・スリーニバサン |
| 2007年2月  | 2007年12月 | タイ・ヘルナンデス、ライアン・オーウェンズ |
| 2007年12月 | 2008年2月  | ライアン・オーウェンズ（メイン） ジジ・ストーン、クリスチャンヌ・クライン、タニヤ・リベロ（交互の代理）                                                                                      |
| 2008年2月  | 2008年3月  | タニヤ・リベロ（メイン） クリスチャンヌ・クライン（代理） |
| 2008年3月  | 2008年5月  | ジェレミー・ハバード（メイン） ジジ・ストーン、クリスチャン・ヌクライン、タニヤ・リベロ（交互の代理）                                                                                        |
| 2008年5月  | 2010年7月  | ジェレミー・ハバード、ヴィニータ・ネアー |
| 2010年7月  | 2011年2月  | ヴィニータ・ネアー、ロブ・ネルソン |
| 2011年2月  | 2011年7月  | ロブ・ネルソン、ペギー・バンカー |
| 2011年7月  | 2011年10月 | ロブ・ネルソン（メイン） タニヤ・リベロ、ダイアナ・アルベア、リンゼイ・デイビス（交互の代理）                                                                                                |
| 2011年10月 | 2012年1月  | ロブ・ネルソン（メイン） ユンジ・デ・ニー、セシリア・ヴェガ、サニー・ホスティン（交互の代理）                                                                                                |
| 2012年1月  | 2013年1月  | ロブ・ネルソン、ポーラ・ファリス |
| 2013年1月  | 2013年2月  | ロブ・ネルソン（メイン） サニー・ホスティン、ダイアナ・ペレス、ブランディ・ヒット（交互の代理）                                                                                              |
| 2013年2月  | 2013年3月  | ロブ・ネルソン、ダイアナ・ペレス |
| 2013年3月  | 2014年5月  | ダイアナ・ペレス、ジョン・ミュラー（メイン） マーシー・ゴンザレス、リンジー・ジャニス、タイ・ヘルナンデス、ロブ・ネルソン、ロブ・パワーズ（代理）                                            |
| 2014年5月  | 2014年6月  | ジョン・ミュラー（メイン） リンジー・ジャニス、リーナ・ナイナン（代理） |
| 2014年6月  | 2014年9月  | ターマン・ブラッドリー、デビン・ドワイヤー、ミシェル・フランゼン、マット・ガットマン、ブランディ・ヒット、ダン・クレフラー、ムハンマド・リラ、リーナ・ナイナン、ライアン・スミス（全て代理） |
| 2014年10月 | 2015年8月  | T・J・ホームズ、リーナ・ナイナン（メイン） ミシェル・フランゼン、タイ・ヘルナンデス、ケイナ・ウィットワース、ケンディス・ギブソン、ライアン・スミス（代理）                                  |
| 2015年8月  | 2016年4月  | リーナ・ナイナン（メイン） ケンディス・ギブソン、フィリップ・メナ（代理） |
| 2016年4月  | 2017年2月  | ダイアン・マセド（メイン） ケンディス・ギブソン（代理） |
| 2017年3月  | 2018年11月 | ダイアン・マセド、ケンディス・ギブソン（メイン） |
| 2018年11月 | 2019年12月 | ケンディス・ギブソン、ジャナイ・ノーマン（メイン） |
| 2019年12月 | 2019年1月  | ジャナイ・ノーマン（メイン） ジオ・ベニテス、ザカリー・キーシュ、マーカス・ムーア（代理） |
| 2019年1月  | 2019年10月 | ジャナイ・ノーマン（メイン） ケネス・モトン（代理） |
| 2019年10月 | 2020年1月  | ジャナイ・ノーマン、ケネス・モトン（メイン） |
| 2020年1月  | 2020年3月  | ジャナイ・ノーマン（メイン・産休）、ケネス・モトン（メイン） キンバリー・ブルックス、エバ・ピルグリム、ゾーリーン・シャー（代理）                                                            |
| 2020年3月  | 2020年9月  | ジャナイ・ノーマン（メイン・産休）、ケネス・モトン（メイン） モナ・コサル・アブディ（代理）                                                                                                  |
| 2020年9月  | 2021年5月  | ケネス・モトン、モナ・コサル・アブディ（メイン） |
| 2021年5月  | 現在       | モナ・コサル・アブディ、アンドリュー・ディンバート（メイン） |

## 批判
不定期アンカーのタイナ・ヘルナンデスは、番組の様々なコーナーで笑ったことで全国紙で批判されており、その一部は深刻な話を扱っている。ヘルナンデスは、俳優のオーウェン・ウィルソンが2007年8月26日に自殺を図ったことについて笑い、共同アンカーのライアン・オーウェンズはテロとイラク戦争を中心としたコーナーをくすくす笑った。